# 弗里多姆 (肯塔基州)
弗里多姆（英語：Freedom）是位於美國肯塔基州拉塞爾縣的一個非建制地區。

## 地理
弗里多姆所處的海拔為高於海平面314米（即1030英呎），而該地所採用的時區為UTC-6，即北美中部時區（CST）。同時該地設有夏令時間，為UTC-6調快一小時，即UTC-5（CDT）。